# Gmina Lupoglav
Gmina Lupoglav (chorw. Općina Lupoglav) – gmina w Chorwacji, w żupanii istryjskiej.

## Miejscowości i liczba mieszkańców (2011)
- Boljun – 82
- Boljunsko Polje – 162
- Brest pod Učkom – 55
- Dolenja Vas – 70
- Lesišćina – 75
- Gmina Lupoglav (chorw. Općina Lupoglav) – 288
- Semić – 94
- Vranja – 98